# 1982 no jornalismo
Nesta página encontrará referências aos acontecimentos directamente relacionados com o jornalismo ocorridos durante o ano de 1982.

## Eventos
- julho - Última edição do jornal Portugal Hoje (Portugal).
- Fundação do Diário do Pará (Brasil).

## Nascimentos
| Data            | Nome              | Profissão                                                         | Nacionalidade | Observações | Ref |
| --------------- | ----------------- | ----------------------------------------------------------------- | ------------- | ----------- | --- |
| 23 de fevereiro | Luís Aguilar      | escritor e jornalista                                             | Portugal      |             |     |
| 24 de junho     | João Vítor Xavier | jornalista e político                                             | Brasil        |             |     |
| ??              | Asma al-Ghul      | jornalista, secular, feminista e activista pelos direitos humanos | Palestina     |             |     |

## Mortes
| Data         | Nome          | Profissão            | Nacionalidade | Observações | Ref |
| ------------ | ------------- | -------------------- | ------------- | ----------- | --- |
| 29 de agosto | Solange Bibas | jornalista esportivo | Brasil        | n. 1918     |     |